# 신자준
신자준(申自準, ? ~ ?)은 조선시대 전기의 문신이다. 정난 원종공신이었고, 사후 의정부좌참찬에 추증되었다. 의정부좌의정 신개의 아들이며 신립의 고조부이며, 신사임당의 종증조부가 된다. 본관은 평산(平山)이다.
신자준은 음보로 관직에 올라 여러 벼슬을 거쳐 세종 27년(1445) 장령이 되고, 세조 원년(1455년) 판종부시사로 정난 원종공신 3등에 책록되었으며 세조 3년 첨지중추원사, 세조 6년 형조참의, 세조 7년 예조참의에 제수되었다. 그 뒤 충청도 관찰사에 이르렀다. 사후 의정부좌참찬에 증직되었다.

## 가족 관계
- 조부 : 신안(申晏) - 종부시령
- 조모 : 임세정(任世正)의 딸
  - 아버지 : 신개(申槩)
  - 어머니 : 김가명(金可銘)의 딸
  - 부인: 全義人 이신전 (李愼全) (祖 漢城尹 龜) 女
    - 아들 : 신숙평(申叔平)
    - 아들 : 신중평(申仲平)
    - 아들 : 신말평(申末平) - 신립의 증조부
      - 손자 : 신상(申鏛) - 신립의 조부

    - 동생 : 신자승(申自繩), 신사임당의 증조부
    - 제수: 의령 남씨(태종의 딸 정선공주+남휘)
    - 동생 : 신자형(申自衡)

## 기타
신상의 할아버지이며 신립의 고조 할아버지이다. 또한 4대 한문대가로 꼽히는 申文貞欽 및 신익희 역시 그의 후손이었다. 신사임당은 그의 동생 신자승(申自繩)의 증손녀가 된다.

## 같이 보기
- 신개
- 신상
- 신립